# Cymothoe variegata
Cymothoe variegata är en fjärilsart som beskrevs av Schultze 1920. Cymothoe variegata ingår i släktet Cymothoe och familjen praktfjärilar. Inga underarter finns listade i Catalogue of Life.